# Esterina

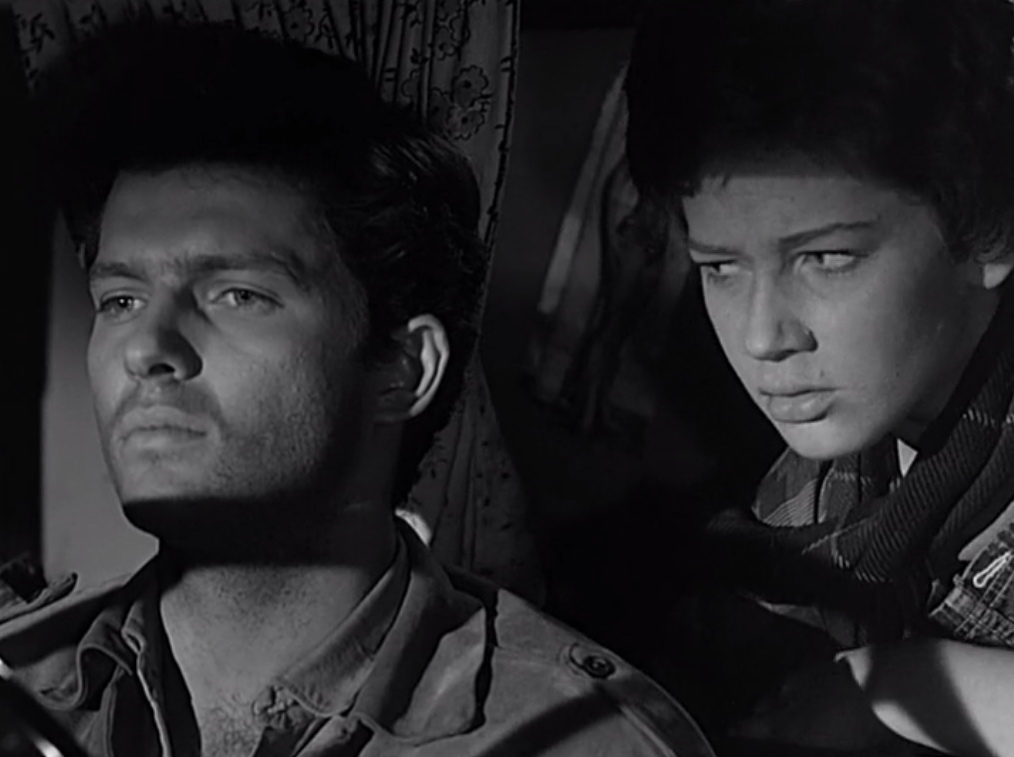
Geoffrey Horne et Carla Gravina dans une scène du film.

Esterina est un film italien réalisé par Carlo Lizzani et sorti en 1959. Il a été présenté en compétition au Festival international du film de Venise où Carla Gravina a été récompensée pour son rôle.

## Synopsis
Lassée de la vie à la campagne, Esterina, jeune orpheline de guerre, décide de se faire conduire en ville par deux chauffeurs de camion, Gino et Piero. Une fois arrivés à destination, les deux aimeraient la quitter, mais la jeune fille demande à rester avec eux et, pour surmonter leur méfiance, leur propose ses modestes économies pour les aider à payer une facture. Pendant le voyage de Turin à Livourne, Esterina commence à prendre conscience de la réalité : ils sont impliqués dans l'expulsion d'une famille pauvre. Esterina reçoit alors une proposition pour travailler dans un salon de beauté, qui est en réalité une maison de rendez-vous. Avant même qu'Esterina ne découvre la véritable destination du club dans lequel elle s'est retrouvée, la police arrive et arrête tout le monde.

## Fiche technique
- Réalisation : Carlo Lizzani
- Scénario : Ennio De Concini, Giorgio Arlorio
- Photographie : Roberto Gerardi
- Montage : Mario Serandrei
- Musique : Carlo Rustichelli
- Durée : 95 minutes
- Date de sortie : 1959

## Distribution
- Geoffrey Horne : Gino
- Carla Gravina : Esterina
- Domenico Modugno : Piero
- Anna Maria Aveta : femme de Piero
- Silvana Jachino: Landlady
- Laura Nucci: Hooker
- Raimondo Van Riel: le vieil homme

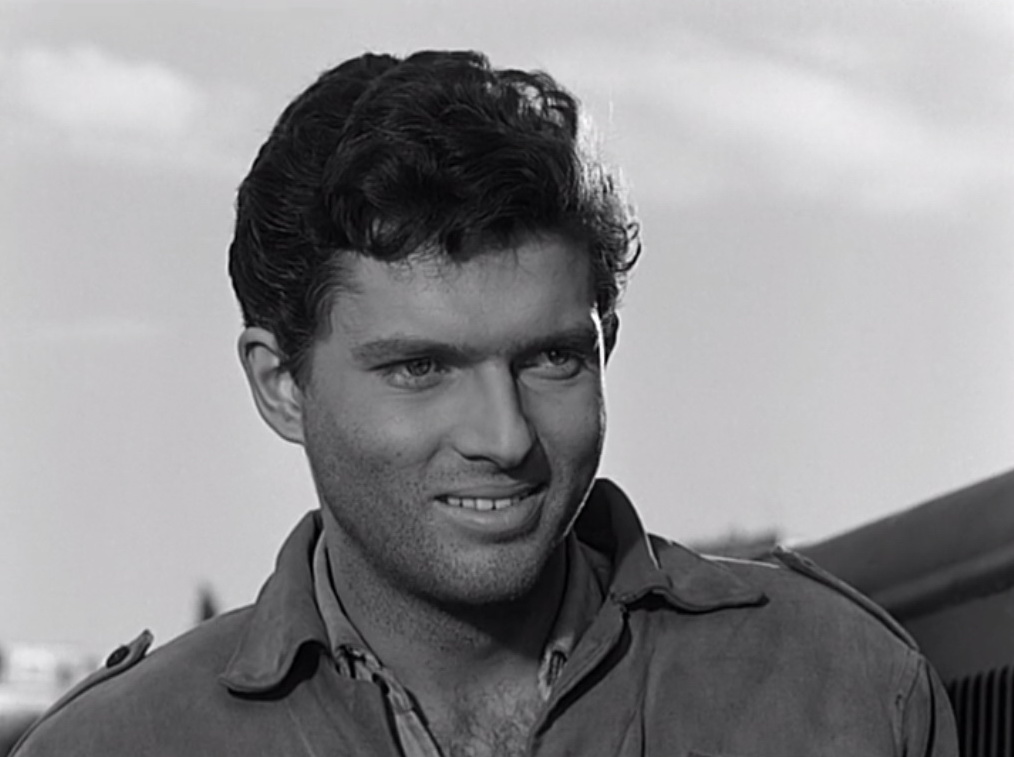
Geoffrey Horne
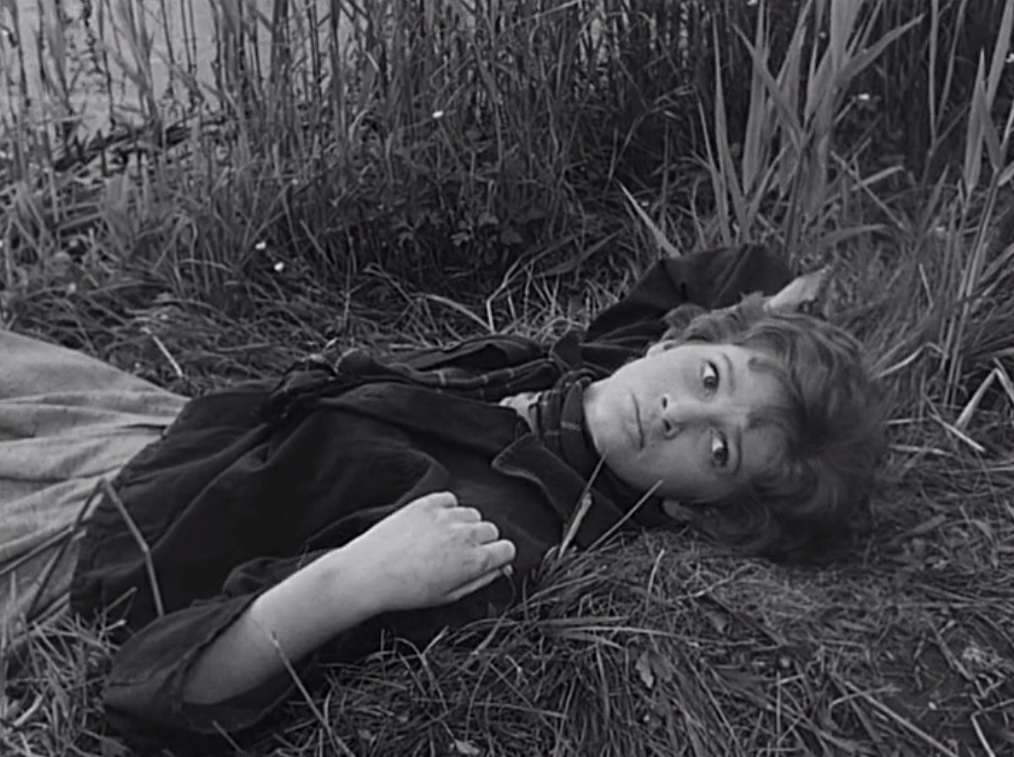
Carla Gravina
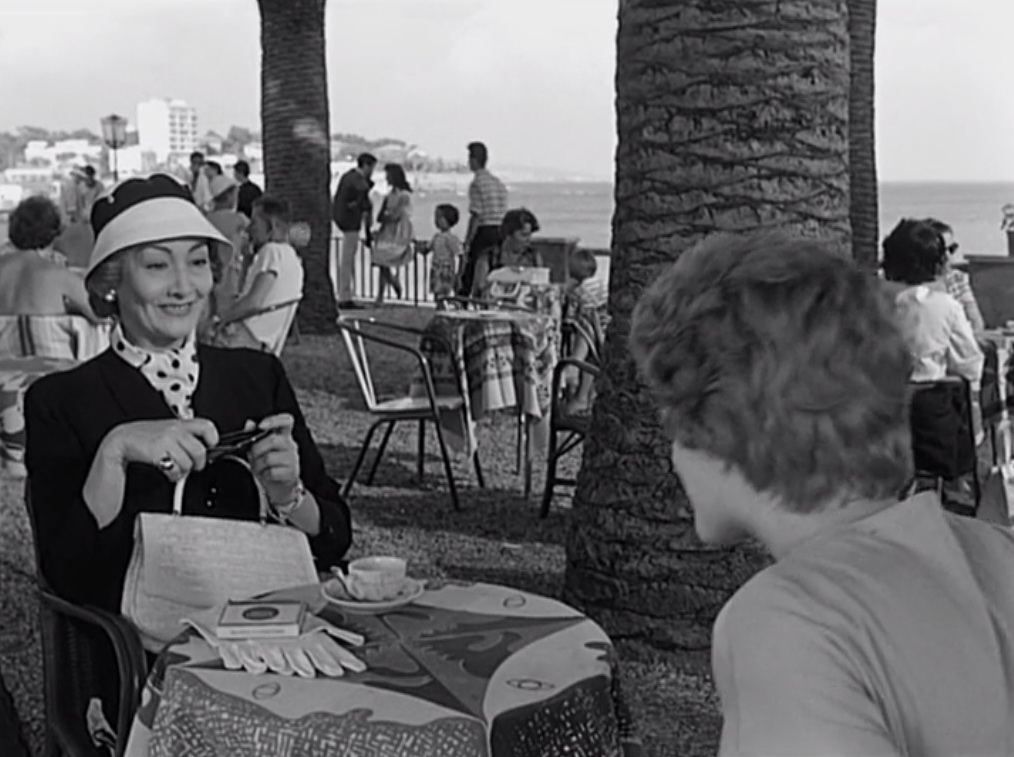
Laura Nucci
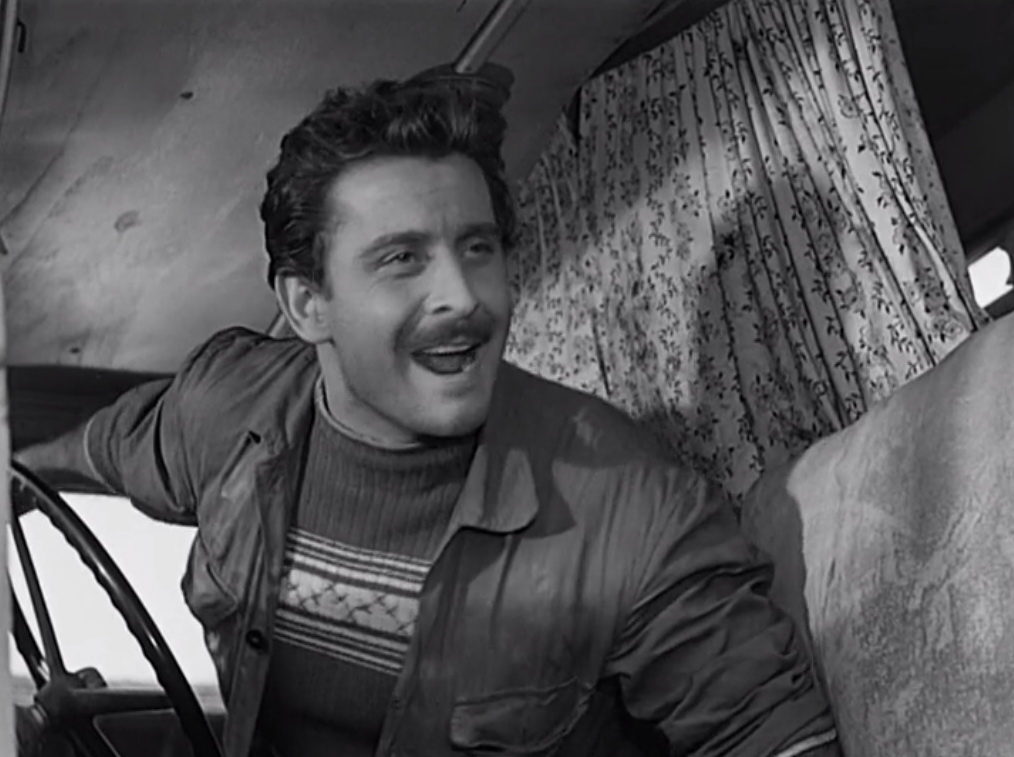
Domenico Modugno

## Distinctions
Le film a été présenté en compétition au Festival international du film de Venise 1959, où Carla Gravina a reçu une mention spéciale pour son rôle,.